# 果月政變
果月政变发生于1797年9月4日，即共和历5年果月18日。这是共和派的督政府成员从日益强大的保皇党人手中夺取政权的一場政变。宾厄姆顿大学教授霍华德·G·布朗（Howard G. Brown）认为：“从此督政府转向独裁，自由和民主逐渐消亡。”

## 过程
在1795年的选举中，保皇党人获得了多数席位，并准备通过下次选举督政时控制督政府。因此，保罗·巴拉斯、讓-弗朗索瓦·瑞貝勒和路易·玛瑞安·德·拉·雷维耶·勒波三名督政开始组织一场军事政变。
同情君主并主张复辟的让-夏尔·皮什格鲁当选为五百人院主席。 不久，拿破仑·波拿巴将他企图谋反的记录交给了督政府，督政官们谴责了所有的反革命团体，并宣布此次选举无效，然后开始逮捕保皇党人。
为了支持政变，拉扎尔·沃煦将军下令让桑布尔-默兹军团前往巴黎。此刻，拿破仑也派皮埃尔·奥热罗率军前往巴黎。许多议员被逮捕，其中有53名被流放至法属圭亚那的卡宴。热带的疾病极易致人死地，卡宴也被人称为无血断头台（dry guillotine）。反对党的42家报社停办，议会被清洗，部分选举被取消。
皮什格鲁、巴貝馬巴侯爵、弗朗索瓦·巴泰勒米、阿梅代·维洛特全部被流放至圭亚那，而拉扎尔·卡诺逃走了。空出的两个执政之位由菲利普-安托万·麦尔兰·德·杜艾和弗朗索瓦·德·纳沙托接任。雅各宾派重掌政府大权，并重新制定了针对流放者亲属的法律，军事法庭将审判擅自回国的流放者。
拒绝效忠的牧师再次遭到迫害，数百人被送至卡宴，或是被关在雷岛和奥莱龙岛的囚船中。勒波抓住了这个机会来传播他的信仰，他把无数基督教堂变成了博爱教堂。政府强行规定共和历每旬第十日为休息日。新闻自由被中止，随后，报纸被没收，记者被流放。有人提出驱逐所有贵族，虽然该提案被否决了，但贵族们仍被政府视为外国人，并被政府以享受民权为由强行给予国籍。由于公共债务三分之二的利息被削减，国家临近破产，对于身处灾难又管理不当的督政府来说，这无疑是雪上加霜。

## 纪念
为纪念此事，80门炮的风帆战列舰雷电号（Foudroyant）曾被短暂命名为果月十八号（Dix-huit fructidor）。